# فراسيون
الفَراسِيون 